# Александър Гърличков
Александър Славков Гърличков (на македонска литературна норма: Александар Славков Грличков) е югославски политик и учен от Социалистическа република Македония.

## Биография
Роден е в 1923 година в Щип, Югославия. Комунистически партизанин по време на Втората световна война. Според някои източници, след завземането от комунистите на властта във Вардарска Македония  участва в разстрели в Ново село на несъгласни с проюгославската политика.
Министър на финансите в Социалистическа република Македония. Председател е на Изпълнителния съвет на Събранието на Социалистическа Република Македония (1960 – 1965), заместник-председател на Съюзния изпълнителен съвет, член на Президиума на ЦК на СКЮ (1974 – 1982), председател на Съюзната конференция на Социалистически съюз на трудовия народ на Югославия от май 1985 до май 1986 година.